# Грб општине Жабаљ
Грб општине је штит и  хералдичка фигура у њему: крстасти четворолист, Свети Димитрије, цвет, реке, корени и зраци. У три поља четворолиста уписани су називи насељених места Госпођинци, Чуруг и Ђурђево, а у подножју штита уписан је назив Жабаљ. У глави  четворолиста са десне стране ореола стоји инсигнија СТД што је иконографска скраћеница Светог Димитрија.
Свети Димитрије је општинска слава, и везује се за. 8. новембар – дан када су 1918. године јединице Прве спрске армије ушле на територију жабаљске општине, чиме је омогућено присајидење Бачке матици Србији. Две реке су Тиса i Јегричка. Док цвет и корење испод река највероватније представљају цвет локвања, симбол повезан са спомеником који се односи на страдања житеља општине током Рације у Шајкашкој током Мађарске окупације у јеку Другог светског рата.